# Twelve Carat Tour
Il Twelve Carat Tour è il quarto tour musicale del cantante statunitense Post Malone, a supporto del suo quarto album in studio Twelve Carat Toothache (2022).

## Scaletta
1. Reputation
2. Wow
3. I Like You (A Happier Song)
4. Wrapped Around Your Finger
5. Better Now
6. Psycho
7. Candy Paint
8. I Fall Apart
9. Euthanasia
10. Stay
11. Go Flex
12. Circles
13. Love/Hate Letter to Alcohol
14. Take What You Want
15. When I'm Alone
16. Over Now
17. Rockstar
18. Insane
19. Cooped Up (con Roddy Ricch)
20. Sunflower
21. One Right Now
22. Congratulations

Encore
1. White Iverson

## Date del tour
| Data              | Città          | Stato        | Luogo                      | Artisti d'apertura     | Biglietti venduti / Biglietti disponibili | Incasso      |
| Nord America      | Nord America   | Nord America | Nord America               | Nord America           | Nord America                              | Nord America |
| ----------------- | -------------- | ------------ | -------------------------- | ---------------------- | ----------------------------------------- | ------------ |
| 10 settembre 2022 | Omaha          | Stati Uniti  | CHI Health Center          | Smitty                 | 13.545 / 13.545                           | $1.796.289   |
| 11 settembre 2022 | Saint Paul     | Stati Uniti  | Xcel Energy Center         | Roddy Ricch            | 13.953 / 13.953                           | $1.963.288   |
| 14 settembre 2022 | Chicago        | Stati Uniti  | United Center              | Roddy Ricch            | 13.094 / 13.094                           | $1.879.551   |
| 15 settembre 2022 | Milwaukee      | Stati Uniti  | Fiserv Forum               | Roddy Ricch            | 11.146 / 11.146                           | $1.365.687   |
| 17 settembre 2022 | Saint Louis    | Stati Uniti  | Enterprise Center          | Roddy Ricch            | 12.703 / 12.703                           | $1.729.229   |
| 18 settembre 2022 | Columbus       | Stati Uniti  | Nationwide Arena           | Roddy Ricch            | 13.075 / 13.075                           | $1.956.158   |
| 20 settembre 2022 | Toronto        | Canada       | Scotiabank Arena           | Zack Bia               | 25.802 / 25.802                           | $3.232.912   |
| 21 settembre 2022 | Toronto        | Canada       | Scotiabank Arena           | Zack Bia               | 25.802 / 25.802                           | $3.232.912   |
| 23 settembre 2022 | Boston         | Stati Uniti  | TD Garden                  | Zack Bia               | 12.331 / 12.331                           | $1.899.475   |
| 27 settembre 2022 | Cleveland      | Stati Uniti  | Rocket Mortgage FieldHouse | Zack Bia               | 12.246 / 12.246                           | $1.417.937   |
| 28 settembre 2022 | Pittsburgh     | Stati Uniti  | PPG Paints Arena           | Zack Bia               | 12.912 / 12.912                           | $1.786.319   |
| 1º ottobre 2022   | Detroit        | Stati Uniti  | Little Caesars Arena       | Zack Bia               | 13.054 / 13.054                           | $2.180.000   |
| 2 ottobre 2022    | Indianapolis   | Stati Uniti  | Gainbridge Fieldhouse      | Zack Bia               | 11.556 / 11.556                           | $1.729.983   |
| 4 ottobre 2022    | Washington     | Stati Uniti  | Capital One Arena          | Zack Bia Roddy Ricch   | 13.045 / 13.045                           | $1.647.248   |
| 6 ottobre 2022    | Filadelfia     | Stati Uniti  | Wells Fargo Center         | Zack Bia Roddy Ricch   | N.D.                                      | N.D.         |
| 7 ottobre 2022    | Newark         | Stati Uniti  | Prudential Center          | Zack Bia Roddy Ricch   | 12.138 / 12.138                           | $1.660.269   |
| 9 ottobre 2022    | Elmont         | Stati Uniti  | UBS Arena                  | Zack Bia Roddy Ricch   | 12.713 / 12.713                           | $1.384.574   |
| 10 ottobre 2022   | Boston         | Stati Uniti  | TD Garden                  | Zack Bia               | N.D.                                      | N.D.         |
| 12 ottobre 2022   | New York       | Stati Uniti  | Madison Square Garden      | Zack Bia Roddy Ricch   | 24.880 / 24.880                           | $3.286.899   |
| 13 ottobre 2022   | New York       | Stati Uniti  | Madison Square Garden      | Zack Bia Roddy Ricch   | 24.880 / 24.880                           | $3.286.899   |
| 15 ottobre 2022   | Columbia       | Stati Uniti  | Colonial Life Arena        | Zack Bia Roddy Ricch   | 12.240 / 12.240                           | $1.793.476   |
| 16 ottobre 2022   | Nashville      | Stati Uniti  | Bridgestone Arena          | Zack Bia Roddy Ricch   | 12.742 / 12.742                           | $2.002.795   |
| 18 ottobre 2022   | Atlanta        | Stati Uniti  | State Farm Arena           | Zack Bia Roddy Ricch   | 11.639 / 11.639                           | $1.275.002   |
| 21 ottobre 2022   | Dallas         | Stati Uniti  | American Airlines Center   | Zack Bia Roddy Ricch   | 12.826 / 12.826                           | $2.027.802   |
| 22 ottobre 2022   | Austin         | Stati Uniti  | Moody Center               | Zack Bia Roddy Ricch   | N.D.                                      | N.D.         |
| 25 ottobre 2022   | Houston        | Stati Uniti  | Toyota Center              | Zack Bia Roddy Ricch   | N.D.                                      | N.D.         |
| 26 ottobre 2022   | Fort Worth     | Stati Uniti  | Dickies Arena              | Zack Bia Roddy Ricch   | N.D.                                      | N.D.         |
| 28 ottobre 2022   | Tulsa          | Stati Uniti  | BOK Center                 | Zack Bia               | N.D.                                      | N.D.         |
| 30 ottobre 2022   | Denver         | Stati Uniti  | Ball Arena                 | Antonio Diego Zack Bia | N.D.                                      | N.D.         |
| 1º novembre 2022  | Salt Lake City | Stati Uniti  | Vivint Arena               | Zack Bia Roddy Ricch   | N.D.                                      | N.D.         |
| 3 novembre 2022   | Portland       | Stati Uniti  | Moda Center                | Zack Bia Roddy Ricch   | N.D.                                      | N.D.         |
| 5 novembre 2022   | Seattle        | Stati Uniti  | Climate Pledge Arena       | Zack Bia Roddy Ricch   | N.D.                                      | N.D.         |
| 6 novembre 2022   | Vancouver      | Canada       | Rogers Arena               | Smiley Micky Weekes    | N.D.                                      | N.D.         |
| 10 novembre 2022  | Inglewood      | Stati Uniti  | Kia Forum                  | Zack Bia Roddy Ricch   | N.D.                                      | N.D.         |
| 11 novembre 2022  | Paradise       | Stati Uniti  | T-Mobile Arena             | Zack Bia Roddy Ricch   | N.D.                                      | N.D.         |
| 13 novembre 2022  | Inglewood      | Stati Uniti  | Kia Forum                  | Zack Bia Roddy Ricch   | N.D.                                      | N.D.         |
| 15 novembre 2022  | Los Angeles    | Stati Uniti  | Crypto.com Arena           | Zack Bia Roddy Ricch   | N.D.                                      | N.D.         |
| 16 novembre 2022  | Los Angeles    | Stati Uniti  | Crypto.com Arena           | Zack Bia Roddy Ricch   | N.D.                                      | N.D.         |
| Europa            |                |              |                            |                        |                                           |              |
| 22 aprile 2023    | Oslo           | Norvegia     | Telenor Arena              | TBA                    | N.D.                                      | N.D.         |
| 25 aprile 2023    | Stoccolma      | Svezia       | Avicii Arena               | Rae Sremmurd           | N.D.                                      | N.D.         |
| 26 aprile 2023    | Copenaghen     | Danimarca    | Royal Arena                | Rae Sremmurd           | N.D.                                      | N.D.         |
| 28 aprile 2023    | Anversa        | Belgio       | Sportpaleis                | Rae Sremmurd           | N.D.                                      | N.D.         |
| 30 aprile 2023    | Zurigo         | Svizzera     | Hallenstadion              | Rae Sremmurd           | N.D.                                      | N.D.         |
| 1º maggio 2023    | Colonia        | Germania     | Lanxess Arena              | Rae Sremmurd           | N.D.                                      | N.D.         |
| 4 maggio 2023     | Londra         | Regno Unito  | The O2 Arena               | Rae Sremmurd           | N.D.                                      | N.D.         |
| 6 maggio 2023     | Londra         | Regno Unito  | The O2 Arena               | Rae Sremmurd           | N.D.                                      | N.D.         |
| 7 maggio 2023     | Londra         | Regno Unito  | The O2 Arena               | Rae Sremmurd           | N.D.                                      | N.D.         |
| 9 maggio 2023     | Dublino        | Irlanda      | 3Arena                     | Rae Sremmurd           | N.D.                                      | N.D.         |
| 10 maggio 2023    | Dublino        | Irlanda      | 3Arena                     | Rae Sremmurd           | N.D.                                      | N.D.         |
| 13 maggio 2023    | Glasgow        | Regno Unito  | OVO Hydro                  | Rae Sremmurd           | N.D.                                      | N.D.         |
| 14 maggio 2023    | Birmingham     | Regno Unito  | Resorts World Arena        | Rae Sremmurd           | N.D.                                      | N.D.         |
| 16 maggio 2023    | Manchester     | Regno Unito  | AO Arena                   | Rae Sremmurd           | N.D.                                      | N.D.         |
| 17 maggio 2023    | Manchester     | Regno Unito  | AO Arena                   | Rae Sremmurd           | N.D.                                      | N.D.         |
| 19 maggio 2023    | Amsterdam      | Paesi Bassi  | Ziggo Dome                 | Rae Sremmurd           | N.D.                                      | N.D.         |
| 20 maggio 2023    | Amsterdam      | Paesi Bassi  | Ziggo Dome                 | Rae Sremmurd           | N.D.                                      | N.D.         |
| Totale            | Totale         | Totale       | Totale                     | Totale                 | N.D.                                      | N.D.         |